# Pierre-Louis Rozynès
Pierre-Louis Rozynès, né le 4 mars 1961 à Villeurbanne (Rhône), est un journaliste français.
Il collabore depuis janvier 2012 à l'hebdomadaire Le Nouvel Économiste.

## Biographie
Diplômé de l'Institut d'études politiques de Lyon en 1984, il intègre le groupe Stratégies en 1986. Il est successivement rédacteur en chef des éditions régionales de Stratégies, rédacteur en chef de Création magazine et de Stratégies. Ce sera l'apogée d'une carrière propulsée par Henri J. Nijdam, éditeur de presse.[réf. nécessaire]
En 1995, il rejoint le groupe Serveur de Thierry Ehrmann, avant que la collaboration ne tourne court. Il est alors recruté et nommé, en 1997, rédacteur en chef de Livres Hebdo, qu'il relance et dirige jusqu'en 2004.
En 2005, il fonde les éditions Privé avec Guy Birenbaum. Il s'en retire en 2006 au profit de l'éditeur Michel Lafon et lance en 2007 avec Stéphane Demazure le quotidien en ligne De Source Sûre, qui sera également un échec.
Depuis 2012, il signe dans l'hebdomadaire Le Nouvel Économiste des articles parmi lesquels une série remarquée[source insuffisante] sur Marseille. Intitulée « Bons baisers de Marseille », elle compte aujourd'hui 40 épisodes. Il dirige également dans l'hebdomadaire les pages publiées en syndication avec The Financial Times et The Economist.

### Interventions dans les médias
Parallèlement à ses activités dans la presse écrite, Pierre-Louis Rozynès a été chroniqueur dans l'émission Campus de Guillaume Durand de 2000 à 2004, avec Josyane Savigneau, Agnès Leglise, François Reynaert et Laurent Neumann.

### Vie privée
Pierre-Louis Rozynès est l'anti-héros du roman de Christine Angot Pourquoi le Brésil ? paru en 2005. Il s'en explique brièvement en 2011 dans L'Express : « Si on se fait tirer le portrait par Picasso, on ne se plaint pas d'avoir le nez à la place d'une oreille ».